# 梅利內什蒂鄉
44°34′N 23°43′E / 44.567°N 23.717°E
梅利內什蒂鄉（羅馬尼亞語：Comuna Melinești, Dolj），是羅馬尼亞的鄉份，位於該國西南部，由多爾日縣負責管轄，面積89平方公里，海拔高度132米，2007年人口4,116，人口密度每平方公里46人。